# Agua Viva (Venezuela)
Pour les articles homonymes, voir Agua Viva.
Agua Viva est la capitale de la paroisse civile d'Agua Viva de la municipalité de Palavecino de l'État de Lara au Venezuela. Elle est dans la partie sud de la couronne urbaine de l'agglomération de Barquisimeto, capitale de l'État.